# 希爾德河
53°26′05″N 10°52′57″E / 53.4347°N 10.8824°E

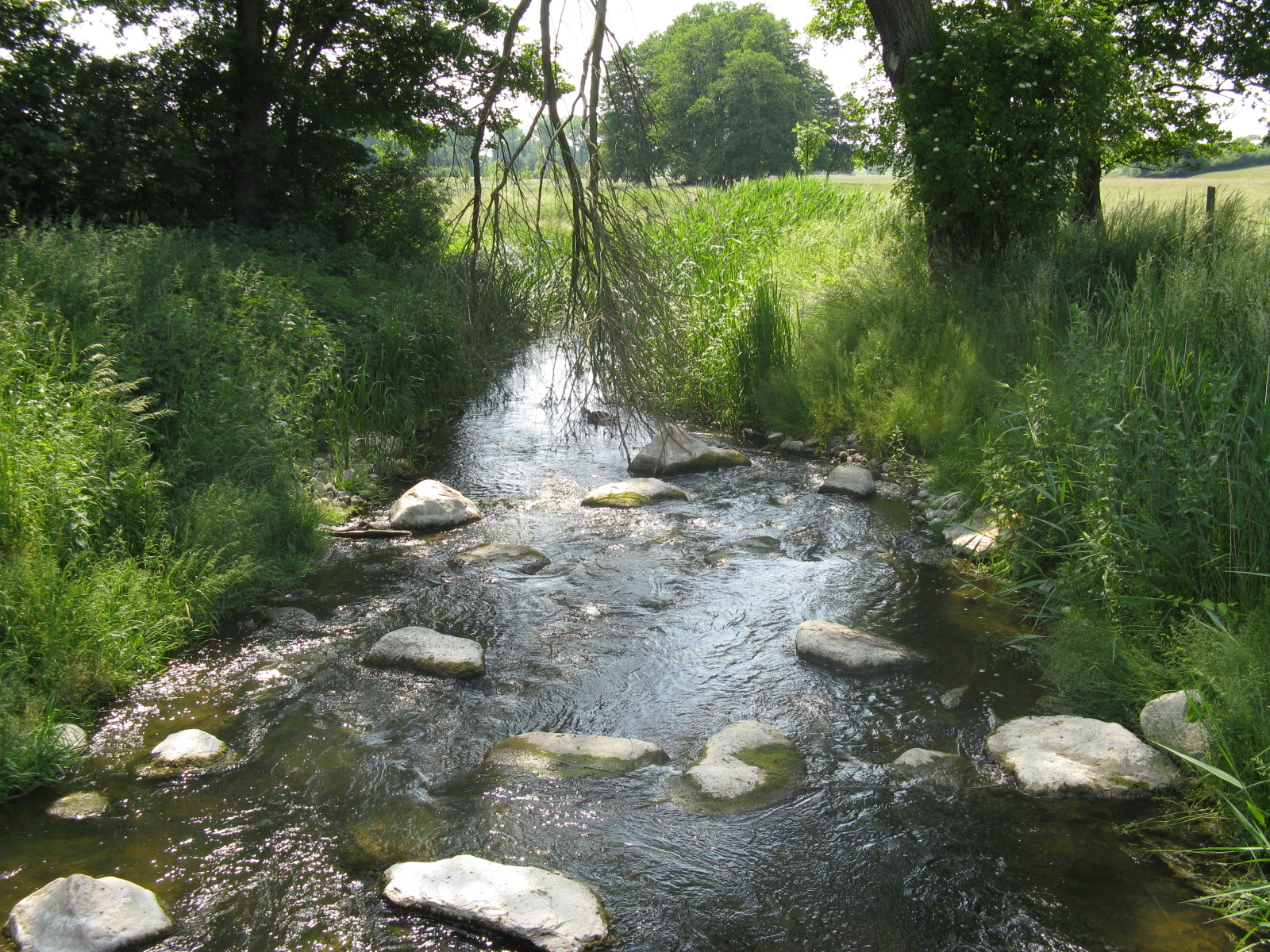
希爾德河維滕德普段

希爾德河（德語：Schilde），是德國的河流，位於該國東北部，由梅克倫堡-前波美拉尼亞州負責管轄，屬於沙勒河的左支流，距離首都柏林西北面200公里，

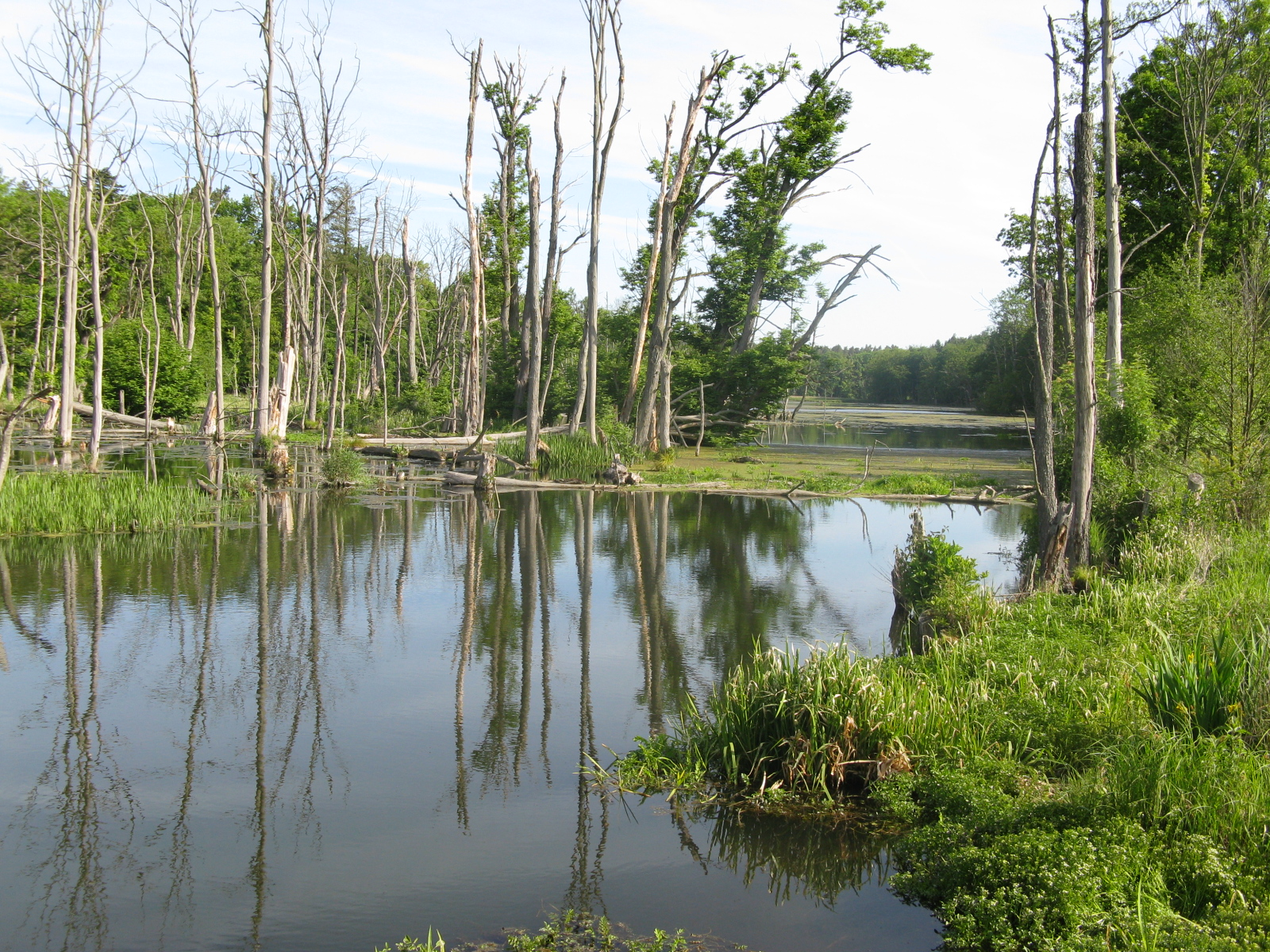
費蘭段